# Фролов, Валерий (легкоатлет)
Вале́рий Фроло́в (род. 24 июня 1941) — советский легкоатлет, специалист по бегу на короткие дистанции. Выступал за сборную СССР по лёгкой атлетике в 1960-х годах, обладатель серебряной медали Европейских легкоатлетических игр в Праге, чемпион СССР, серебряный призёр Спартакиады народов СССР, победитель первенств всесоюзного значения. Представлял Москву и Вооружённые силы. Мастер спорта СССР.

## Биография
Валерий Фролов родился 24 июня 1941 года. Занимался лёгкой атлетикой в Москве под руководством тренера П. Степанова, выступал за ЦСКА.
Первого серьёзного успеха на всесоюзном уровне добился в сезоне 1963 года, когда на чемпионате страны в рамках III летней Спартакиады народов СССР в Москве с московской командой выиграл серебряную медаль в зачёте эстафеты 4 × 400 метров.
В 1966 году на чемпионате СССР по эстафетному бегу в Ленинакане в составе команды Вооружённых сил одержал победу в эстафете 4 × 400 метров.
Благодаря череде удачных выступлений в 1967 году вошёл в состав советской сборной и удостоился права защищать честь страны на Европейских легкоатлетических играх в помещении в Праге — вместе с соотечественниками Борисом Савчуком, Василием Анисимовым и Александром Братчиковым завоевал серебряную награду в смешанной эстафете 150 + 300 + 450 + 600 метров
(1+2+3+4 круга), уступив лишь команде Западной Германии.